# Ulrich Friedrich Gyldenløve

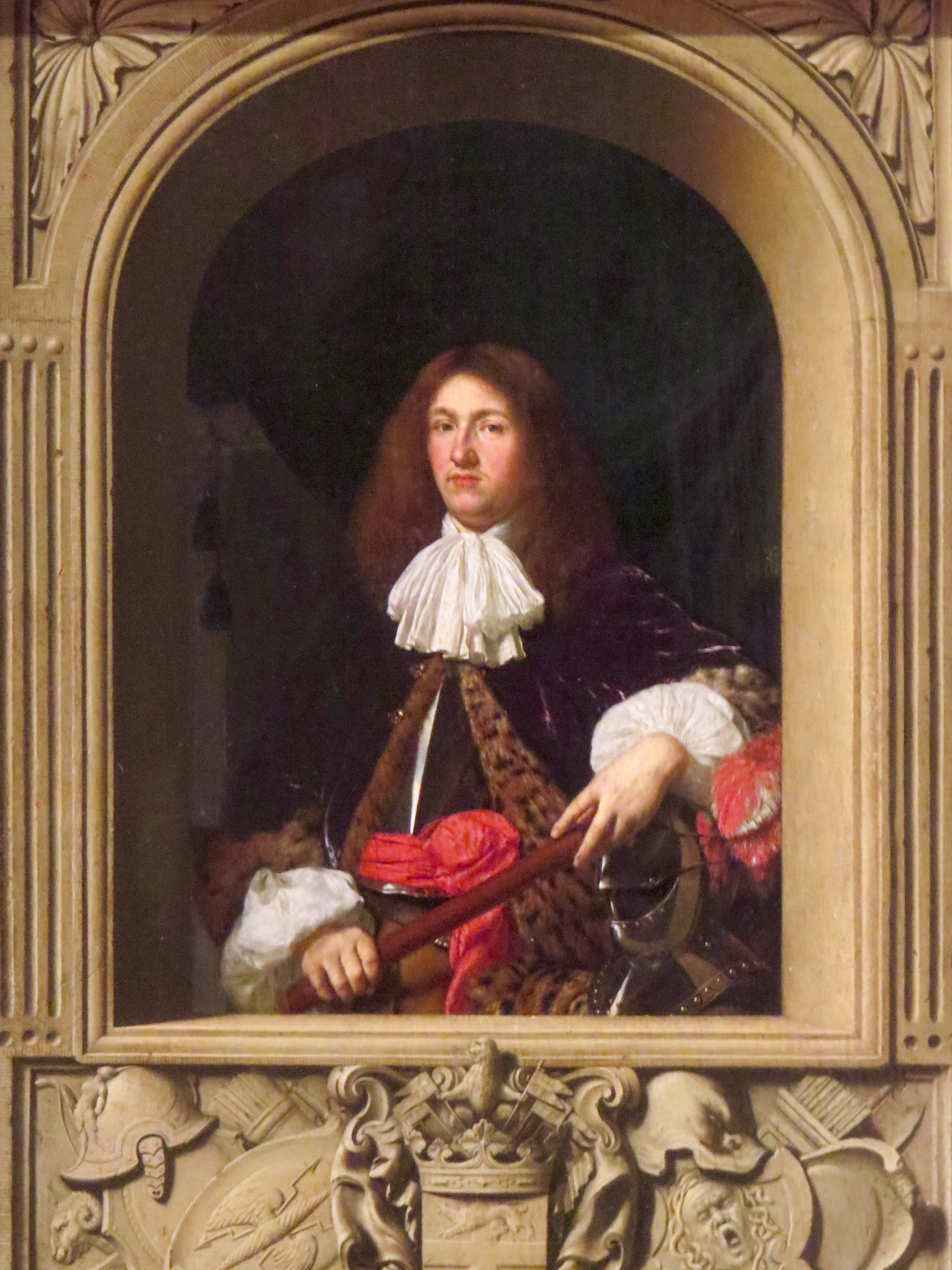
Ulrich Friedrich Gyldenløve, Graf von Laurvig

Ulrich Friedrich Gyldenløve, auch Ulrik Frederik Gyldenløv bzw. Ulrich Friedrich Graf von Güldenlöw-Laurvig, (* 20. Juli 1638 in Bremen; † 17. April 1704 in Hamburg) war von 1664 bis 1699 dänischer Statthalter in Norwegen.

## Abstammung
Ulrich Friedrich Gyldenløve war der Sohn von König Friedrich III. von Dänemark und dessen Geliebten Margrethe Pape (1620–1684), einer Bürgerlichen aus Holstein, die 1683 von Christian V. zur Baronesse von Löwendal erhoben wurde.
Der Name Gyldenløve war den anerkannten außerehelichen Kindern der Könige Christian IV., Friedrich III. und Christian V. sowie einem als Kind verstorbenen Sohn aus Friedrichs IV. bigamistischer Ehe mit Elisabeth Helene Gräfin von Viereck vorbehalten. Die Nachkommen der Gyldenløve waren adelig und erhielten den Namen Danneskjold.

## Leben
Ulrich Friedrich Gyldenløve wurde als Sohn des damaligen Erzbischofs von Bremen und dessen Geliebten Margrathe Pape geboren und verbrachte seine ersten Lebensjahre bei seinen Eltern in Bremen. Sein Vater heiratete 1643 Sophie Amalie von Braunschweig-Calenberg, mit der er acht Kinder, darunter den späteren König Christian V., hatte, und wurde 1648 König von Dänemark und Norwegen. Seine Mutter heiratete 1647 den Itzehoer Amtmann Daniel Hausmann († 1670). Auch aus dieser Ehe hatte Ulrich Friedrich mehrere jüngere Halbgeschwister. Sie und ihre Kinder unterstützte er zeitlebens.
Zwischen 1650 und 1654 verbrachte er mehrere Jahre in Frankreich und Italien und war auch an der Universität Siena immatrikuliert. 1655 wurde er als dänischer Adliger naturalisiert und trat wenig später in militärische Dienste.
Gyldenløve nahm an den dänisch-schwedischen Kriegen im 17. Jahrhundert teil und zeichnete sich insbesondere im sogenannten „Karl-Gustav-Krieg“ (1657–1660) in der siegreichen Schlacht bei Nyborg am 14. November 1659 aus. 1666 wurde er Oberkommandierender der norwegischen Streitkräfte. Dieses Heer trug unter seiner Führung im Nordischen Krieg (1674–1679) zwischen Dänemark und Brandenburg einerseits und Schweden andererseits wesentlich zum Sieg bei, so dass dieser Krieg ihm zu Ehren in Norwegen Gyldenløvefejde (Gyldenløvsfehde) genannt wird. 1686 leitete er im Namen seines Halbbruders, König Christian V., die dänische Belagerung Hamburgs.
Als Statthalter von Norwegen führte er die Reformen seines Vorgängers Hannibal Sehested im Steuerwesen (Vereinfachung, Erhebung des steuerbaren Vermögens), in der Rechtspflege (Einrichtung eines obersten norwegischen Gerichtshofes mit direkter Appellation an den König, Reform des Gesetzbuches von Christian IV.) und im Verteidigungswesen (Aufbau einer norwegischen Kriegsflotte, Befestigungsanlagen an der norwegisch-schwedischen Grenze) fort und schützte die Wehrbauern. Er beteiligte sich in enger Abstimmung mit dem Geheimen Kammersekretär Christians V., Peder Schumacher Griffenfeld, an der dänischen Politik.
1671 gründete er die Grafschaft Laurvik in Norwegen, deren Graf er wurde, und erteilte dem Ort Larvik Marktrecht. Dort ließ er 1674 als seine Residenz das Barockherrenhaus Herregården aus Holz errichtet und ein Eisenwerk einrichten. 1677 wurde in seinem Auftrag die Larvik Kirke gebaut. In Kopenhagen ließ Gyldenløve ab 1672 das Schloss Charlottenborg erbauen.
Nach dem Tod seines Halbbruders Christian V. legte er 1699 alle Ämter nieder, verkaufte das damals noch Gyldenløves Palais genannte Schloss Charlottenburg an die Königswitwe Charlotte Amalie von Hessen-Kassel und kaufte das Gut Övelgönne bei Pinneberg. Am 15. Juli 1701 starb seine dritte Ehefrau in Amsterdam. Er selbst starb 1704 im Alter von 65 Jahren in Hamburg. Er hatte dort, wie berichtet wurde „i utrolig stilhed og sparsomhed“ (in unglaublicher Stille und Sparsamkeit) gelebt. Bestattet wurde er in der Frue Kirke in Kopenhagen.

## Ehen und Nachkommen
- Am 11. Juli 1659 schloss er eine heimliche Ehe mit Sophie Urne († 1714 im Kloster Itzehoe), der Tochter des Reichsmarschalls Jørgen Knudsen Urne, die 1660 für die standesgemäße zweite Eheschließung aufgelöst wurde. Sophie lebte später unverheiratet in Hamburg. Mit ihr hatte er die Söhne:

1. Woldemar von Löwendal (1660–1740), seit 1682 Woldemar Freiherr von Löwendal
2. Carl von Löwendal, seit 1682 Carl Freiherr von Löwendal (* 25. September 1660; † 27. September 1689 auf Sao Tomé)

- Am 16. Dezember 1660 heiratete er die dänische Adlige Marie Grubbe, die unglückliche Ehe wurde 1670 geschieden.
- Am 16. August 1677 verheiratet er sich mit Gräfin Antoinette Augusta von Aldenburg (1660–1701), Enkelin von Graf Anton Günther von Oldenburg und Tochter von dessen unehelichem Sohn Anton I. von Aldenburg. Sie brachte zehn Kinder zur Welt, von denen nur vier das Erwachsenenalter erreichten:

1. Charlotte Amalie Gräfin Danneskiold-Laurvig (* 27. November 1682; † 7. Dezember 1699) ⚭ 27. November 1696 Christian Gyldenløve, Graf von Samsøe, unehelicher Sohn von König Christian V.
2. Ulrica Antonia Gräfin Danneskiold-Laurvig (* 12. Januar 1686; † 23. September 1755) ⚭ 2. März 1702 Graf Carl von Ahlefeldt
3. Ferdinand Anton Graf Danneskiold-Laurvig (* 11. Juli 1688; † 18. September 1754) ⚭ (1.) 15. März 1711 Mette Catharine von Ahlefeldt (* 25. August 1686; † 5. März 1712); ⚭ (2.) 20. Dezember 1713 Ulrica Eleonora Gräfin von Reventlow (* 1. November 1690; † 12. September 1754), (Schwester der Königin Anna Sophie von Dänemark)
4. Margaretha Cristiana Augusta Gräfin Danneskiold-Laurvig (* 18. Juli 1694; † 8. Juli 1761) ⚭ 2. Februar 1711 Graf Georg Karl Ludwig zu Leiningen-Westerburg in Neuleiningen (* 2. März 1666; † 4. Mai 1726)

- Mit der Norwegerin Maren Meng hatte er einen unehelichen Sohn:

1. Wilhelm von Ulrichsdal (1692–1765)